# Cien años de soledad (serie de televisión)
Cien años de soledad es una serie de televisión colombiana basada en la novela homónima escrita por el colombiano Gabriel García Márquez en 1967. Dirigida por Alex García López y Laura Mora, la serie es producida por Dynamo y distribuida por Netflix. Está protagonizada por Claudio Cataño, Marco González, Leonardo Soto, Susana Morales, Ella Becerra, Carlos Suárez, Moreno Borja y Viña Machado, entre otros actores que se irán sumando a lo largo de la serie.Cien años de soledad se estrenó el 11 de diciembre de 2024.

## Sinopsis
Al casarse en contra de la voluntad de sus padres, los primos José Arcadio Buendía (Marco Antonio González Ospina) y Úrsula Iguarán (Susana Morales Cañas) dejan atrás su pueblo y emprenden un largo viaje en busca de un nuevo hogar. Acompañados por amigos y aventureros, su periplo culmina con la fundación de un utópico pueblo a las orillas de un río de piedras prehistóricas que bautizan Macondo. Varias generaciones de la estirpe de los Buendía marcarán el devenir de este pueblo mítico, atormentadas por la locura, los amores imposibles, una guerra sangrienta y absurda, y el miedo a una terrible maldición que las condena, sin esperanza alguna, a cien años de soledad.

## Reparto

### Principales
- Marco Antonio González Ospina como José Arcadio Buendía en su juventud.
  - Diego Vásquez como José Arcadio Buendía adulto
- Susana Morales Cañas como Úrsula Iguarán en su juventud.
  - Marleyda Soto como Úrsula Iguarán adulta
- Edgar Vittorino como José Arcadio adulto 
  - Andrius Leonardo Soto como José Arcadio adolescente.
  - Thiago Padilla como José Arcadio en su niñez.
- Claudio Cataño como el coronel Aureliano Buendía.
  - Santi Vásquez como Aureliano Buendía de joven.
  - Jerónimo Echeverría Monsalve como Aureliano Buendía de niño.
  - Jerónimo Barón Lyentsova como Aureliano Buendía adolescente.
- Loren Sofía Paz como Amaranta Buendía adulta
  - Luna Ruiz Jiménez como Amaranta Buendía en su niñez.
- Juan Eduardo Florido como Arcadio en su niñez.
- Janer Villarreal como Arcadio adulto
- Nicole Montenegro Sánchez como Rebeca en su niñez.
- Laura Grueso "Akima" como Rebeca adulta
- Moreno Borja como Melquiades.
- Viña Machado como Pilar Ternera.
- Emilio Sánchez Vera como Aureliano José
- Alejandro del Castillo como Aureliano José
- Samara Zapata Buitrago como Remedios la bella en su niñez
- Yiseth Garcerant como Remedios la bella
- Thiago Suaza como Aureliano segundo
- Emmanuel Suaza como José Arcadio segundo
- Jesús Reyes es voz en off

### Secundarios
- Ruggero Pasquarelli como Pietro Crespi.
- Jairo Camargo como Apolinar Moscote.
- Jacqueline Arenal como Leonor Moscote.
- Cristal Aparicio como Remedios Moscote
- Laura Rangel como Amparo Moscote.
- Johanna Angulo como Santa Sofía de la Piedad.
- Álvaro García Trujillo como el padre Nicanor Reyna
- Ella Becerra como Petronila.
- Carlos H. Suarez (Macusero) como Aureliano Iguarán.
- Fernando Bocanegra como Catarino.
- Leonardo Aldana de Hoyos como Catarino.
- Rubén Alberto Prado Restrepo como Gerineldo joven
- Edwin Zamorano Prado como Gerineldo Márquez.
- Enrique Poveda Gómez como Gerineldo Márquez adulto
- Rashed Estefenn como Magnífico de joven.
- Braian V. Aburaad como Magnífico Visbal.
- Luis Fernando Gil como Magnífico Visbal adulto
- Salvador del Solar como el general Moncada.
- Helber Sepúlveda Escobar como Prudencio Aguilar.
- Dairis Van Grieken como Visitación.
- Andris Pana Iguarán como Cataure.
- Laura Alonso como Matilde de joven.
- Ángela Duarte como Matilde adulta
- Mariam Castañeda como Isabel de joven.
- Cecilia Ramírez como Isabel adulta
- Víctor José Navarro Jiménez como Aníbal.
- Carlos Mendiola como Aníbal.
- Édgar Durán Jr. como Jefe militar.
- Óscar H. Cardona García como Alcalde.
- María Fernanda Duque como Cándida Eréndira.
- Rafer Valder como Gitano gigante.
- Jorge Latorre como Gitano Armenio.
- María José Huyke como Joven gitana bailarina.
- Lina Barinas Martín como Hermana Lucrecia.
- Camila Martín como Hermana Sabina.
- Sara Escobar como Hermana Mercedes.
- Laura Isabel Castillo González como Hermana Dolores.
- Úrsula Torres como Hermana Carmen.
- Luis Acosta como Soldado Moscote 1.
- Felipe Rodríguez como Soldado Moscote 2.
- José Chehab como vendedor de abarrotes (Turco).
- Maribel Carvajal como la esposa de Catarino.
- Carmelo Torres Mendoza como Francisco el hombre.
- Meteora Fontana como Giulia
- Rafael Zea como Alirio Noguera
- Jehan Carlos Lopez Uzma como estudiante González
- Andrés Hernando Pérez Mejía como estudiante Rojas
- Carlos Mario como Monaguillo
- Esteban M. Madrigal como Jefe de obra
- Alberto Cardeño como Capitán Gómez
- Luis Eduardo Durán Galindo como Emisario
- Jhonatan Guerrero como Soldado Gómez
- Quique Mendoza como Roque Carnicero
- Manuel Sarmiento como Coronel Gregorio Stevenson
- Nelson Camayo como Coronel Carmona
- Aida Morales como Anciana casa campesina
- Manuel Pérez Figueroa como campesino tierras Macondo de joven
- Sandra Patricia Cuero como esposa campesino joven
- Franco Guzmán González como Soldado Franco
- Dunmar Niño como campesino conservador bala
- Andrew Reyes como Soldado Roque
- María Camila Ruiz como prostituta 1 Catarino
- Daniela Minotta como prostituta 2 Catarino
- Omar Sijona Epieyu
- Amparo Mancilla López
- Farid Zorrilla
- Alex Manrique

El reparto también incluye a, Janer Plata.

## Episodios

### Temporadas
| Temporada | Temporada | Episodios | Episodios | Lanzamiento original    | Lanzamiento original    |
| --------- | --------- | --------- | --------- | ----------------------- | ----------------------- |
|           | 1         | 8         | 8         | 11 de diciembre de 2024 | 11 de diciembre de 2024 |

### Primera temporada (2024)
| N.º | Título                            | Dirigido por      | Escrito por                     | Fecha de lanzamiento original |
| --- | --------------------------------- | ----------------- | ------------------------------- | ----------------------------- |
| 1   | «Macondo»                         | Alex García López | José Rivera & Natalia Santa     | 11 de diciembre de 2024       |
| 2   | «Es como un temblor de tierra»    | Alex García López | José Rivera & Natalia Santa     | 11 de diciembre de 2024       |
| 3   | «Un daguerrotipo de Dios»         | Alex García López | José Rivera & Camila Brugés     | 11 de diciembre de 2024       |
| 4   | «El castaño»                      | Laura Mora        | José Rivera & Albatros González | 11 de diciembre de 2024       |
| 5   | «Remedios Moscote»                | Laura Mora        | José Rivera & Camila Brugés     | 11 de diciembre de 2024       |
| 6   | «El coronel Aureliano Buendía»    | Laura Mora        | José Rivera & Albatros González | 11 de diciembre de 2024       |
| 7   | «Arcadio y el paraíso liberal»    | Alex García López | José Rivera & Camila Brugés     | 11 de diciembre de 2024       |
| 8   | «Tantas flores cayeron del cielo» | Alex García López | José Rivera & Natalia Santa     | 11 de diciembre de 2024       |

## Producción
Netflix adquirió los derechos de Cien años de soledad en 2019. Antes de su fallecimiento en 2014, el autor Gabriel García Márquez había rechazado la venta de los derechos de la novela, argumentando que no creía que las limitaciones de tiempo de una película fueran suficientes para una adaptación. La serie se filmó con el apoyo de la familia de García Márquez, quien solicitó que la producción se realizara en Colombia, con actores colombianos y en español.
Basada en la obra maestra de Márquez, bajo la dirección de Laura Mora y Alex García López, Cien años de soledad representa uno de los proyectos audiovisuales más ambiciosos de la historia de Latinoamérica.
La serie fue filmada íntegramente en Colombia, específicamente en La Guajira, Magdalena, Cesar, Cundinamarca y Tolima. El rodaje tuvo lugar de mayo a diciembre de 2023. El pueblo ficticio de Macondo fue construido cerca de Ibagué. Se construyeron cuatro versiones del pueblo para mostrar el paso del tiempo a medida que avanza la serie. 

Como cineasta, como colombiana, ha sido un honor y un enorme reto trabajar en un proyecto de la complejidad y responsabilidad de Cien años de soledad, tratando siempre de entender la diferencia entre el lenguaje literario y el audiovisual, para poder construir imágenes que contengan algo de la belleza, la poesía y la profundidad de una obra que ha impactado al mundo entero. Lo hemos hecho con amor y respeto por la novela, con la ayuda de un equipo técnico y humano excepcional.

### Audición
El reparto fue elegido a través de una audición abierta a mediados de 2022. El equipo de casting vio más de 10.000 candidatos para los 25 papeles principales.  Sólo el 30% del reparto está compuesto por actores profesionales. Además del reparto principal, también se seleccionaron 20.000 extras para el rodaje. El reparto se filtró parcialmente el 26 de abril de 2023.

### Filmación
La fotografía principal tuvo lugar de mayo a diciembre de 2023. La serie se rodó íntegramente en Colombia, específicamente en La Guajira, Magdalena, Cesar, Cundinamarca y Tolima.  El pueblo ficticio de Macondo fue construido cerca de Alvarado, Tolima, y requirió la mano de obra de 1.100 trabajadores. Se construyeron cuatro versiones del pueblo para mostrar el paso del tiempo a medida que avanza la serie. Los productores compraron muebles en tiendas de antigüedades locales y encargaron a artesanos locales la confección de telas y objetos para los decorados. El rodaje requirió un equipo de casi 600 personas, todas ellas de Colombia.
Netflix informó que la producción de la serie generó 225 mil millones de COP (51,8 millones de dólares) para la economía de Colombia. La producción de la segunda parte de la serie comenzó en febrero de 2025.

## Lanzamiento

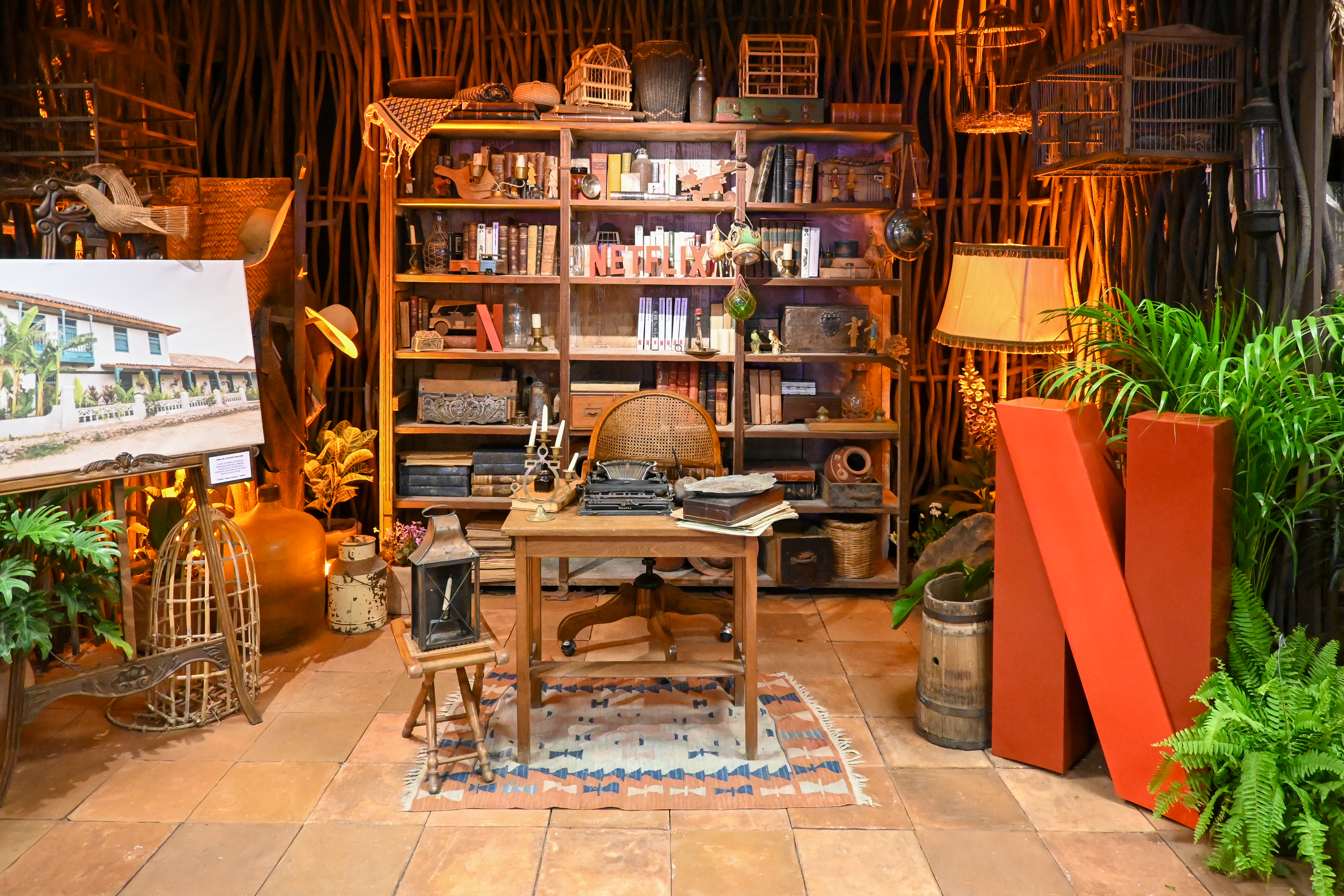
Un stand promocional de la serie en la Feria Internacional del Libro de Guadalajara en diciembre de 2024.

El 17 de abril de 2024 se publicó un teaser tráiler de la primera temporada. Los fotogramas promocionales se publicaron el 18 de octubre de 2024.
Los dos primeros episodios se estrenaron en el Círculo de Bellas Artes de Madrid el 22 de noviembre de 2024. El primer capítulo de la serie se proyectó en la Biblioteca Vasconcelos de Ciudad de México el 28 de noviembre de 2024. Sus dos primeros episodios también se proyectaron en el Festival de Cine de La Habana el 6 de diciembre de 2024.
La primera temporada, compuesta por ocho episodios, se estrenó íntegramente en Netflix el 11 de diciembre de 2024. Está prevista una segunda temporada, también de ocho episodios.

## Recepción crítica
En el sitio web agregador de críticas Rotten Tomatoes, el 94% de las 16 reseñas de los críticos son positivas, con una puntuación media de 8,6/10. En el sitio web Metacritic tiene una puntuación media ponderada de 79 sobre 100, basada en 10 críticas, lo que indica críticas «generalmente favorables».
Keith Watson, de The Telegraph, calificó la serie con cinco estrellas sobre cinco, escribiendo: «Lo que se obtiene con esta fiel pero no excesivamente reverente toma de Márquez es una historia humana cosida sobre un tejido que cubre temas eternos». Elogió las interpretaciones del reparto como «ejemplares», en concreto las de Marleyda Soto y Claudio Cataño. Helen Coffey, de The Independent, calificó la serie de «prácticamente perfecta», escribiendo: «Parece poco menos que milagrosa. Al igual que el hecho de que los creadores hayan logrado lo que parecía imposible: mantenerse fieles al material original y, al mismo tiempo, traducirlo con arte en una pieza de narración visualmente magnífica». Elogió el reparto, el guion, la fotografía y la música. Julio Ricardo Varela, de MSNBC, escribió que la serie ofrece «innumerables momentos de brillantez que demuestran que crear arte a partir de otras obras de arte sigue siendo posible». Elogió las actuaciones de todo el reparto, en concreto las de Soto, Cataño y Marco Antonio González, y destacó el cuidado que parecía haberse puesto en la producción de la serie.
Daniel Fienberg, de The Hollywood Reporter, calificó la serie de «magnífica y ambiciosa adaptación» de la novela, «honorable y hermosa, aunque no exenta de defectos». Señaló que gran parte del contenido de la serie se tomó textualmente de la novela, lo que «no siempre funciona» cuando se representa en pantalla y que «todo funciona mejor cuando la serie es más figurativa y menos literal». Elogió la dirección de García López y Mora, calificando la serie de «de una belleza sin aliento a veces, lírica y viva y rebosante de ideas visuales e intelectuales». En última instancia, concluyó que «Cien años de soledad» puede que no sea tan buena como El ferrocarril subterráneo o incluso Estación Once, pero es un digno y admirable broche de oro para un año de adaptaciones de prestigio a menudo excepcionales»." Aramide Tinubu de Variety calificó la serie de «exquisitamente detallada y llena de intrincados simbolismos» y de «una de las adaptaciones de la página a la pantalla más fieles de los últimos años». Elogió las interpretaciones del reparto, que calificó de «excepcionales», pero señaló que algunas secuencias le parecían densas. Aunque cree que el ritmo de la serie es «demasiado lento a veces», señala que «la belleza de “Cien años de soledad” permite al espectador absorber cada fotograma y cada momento».  Carly Lane de Collider calificó la serie de «obra maestra por derecho propio» y escribió: «La serie en español no sólo insufla nueva vida a la novela supuestamente imposible de filmar de Márquez, sino que también triunfa como realización cinematográfica gracias a una impresionante fotografía y a una historia épica que abarca varias generaciones de la «malograda familia Buendía». Elogió los efectos visuales de Paulo Pérez y María Sarasvati, el diseño de producción de Eugenio Caballero y Bárbara Enríquez, y la interpretación del conjunto.
Jack Seale de The Guardian calificó la serie con tres estrellas sobre cinco, escribiendo que «puede que tenga problemas con la problemática política sexual de la novela, pero es una gran y magnífica adaptación. Ed Potton de The Times calificó la serie con dos estrellas sobre cinco, calificándola de «magnífica pero letárgica» y escribiendo que «carece de la vitalidad y energía de la novela». Elogió el diseño de producción de Caballero y Enríquez, pero señaló que la serie tenía dificultades para trasladar el realismo mágico a la pantalla.
El público colombiano recibió con mucho agrado la adaptación de la novela de García Márquez, que logró capturar la atención de miles de espectadores, elogiando la capacidad de transmitir la esencia del libro a las pantallas, posicionándose entre el top 3 de las 10 series más vistas de habla no inglesa en la plataforma Netflix, con más de 3.6 millones de visualizaciones en su primera semana de estreno. 